# Шиши-одоши
Шиши-одоши (ししおどし, 鹿威し) је посебан облик чесме у јапанском врту – плашило за јелене и може се комбиновати са каменим базеном. Врло је атрактивна и привлачи пажњу како облицима тако и звуком. Примарно је служила сељацима да отерају јелене и дивље свиње од усева. Касније су представљале елемент промене у врту, јер шупљи бамбус при пуњењу претеже на једну страну и просипа воду, а са супротне стране је камен о који удара правећи звук.